# Тнува
Тнува (‏תנובה‏‎ с ивр. — «Урожай») — израильская компания по производству и продаже продуктов питания. Крупнейший производитель продуктов питания в Израиле; его продажи составляют 70 % молочного рынка страны, а также значительную долю продажи мяса, яиц и упакованных продуктов питания. В первые 70 лет «Тнува» была сельскохозяйственным кооперативом, принадлежавшим Союзу кибуцев и мошавов. После преобразования кооператива в частную компанию в 2008 году «Тнува» была продана группе инвесторов во главе с британским финансовым фондом Apax Partners. В мае 2014 года было решено, что Apax Partners продаст свою долю в «Тнува» (56 %) компании Bright Food из Китая за 8,6 млрд шекелей, и эта сделка произошла в марте 2015 года.

## История

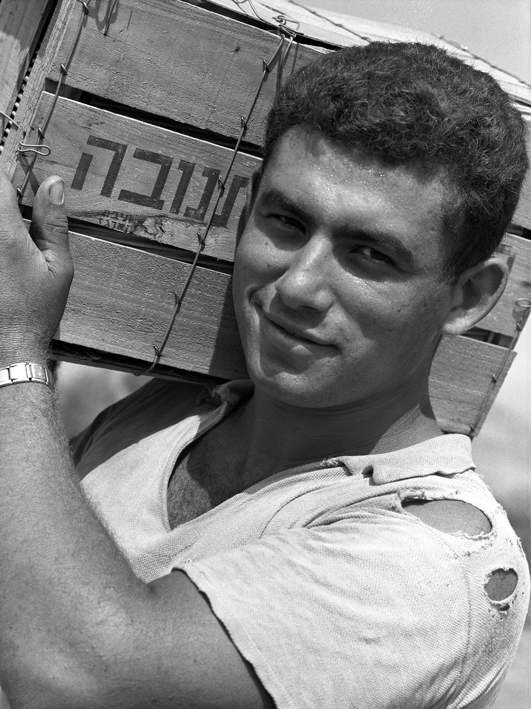
Рабочий с ящиком Тнува, фотография Моше Гросса

Начало кооперативу «Тнува» было положено в 1926 году, когда 13 хозяйств еврейских фермеров (мошавы и кибуцы) решили централизовать и объединить все стадии переработки, производства и сбыта свежих сельскохозяйственных продуктов и создать для этого кооперативное общество. Первым управляющим компании с 1926 по 1937 год был Элиэзер Йоффе. Параллельно в 1924 году в Иерусалиме был создан молочный завод, на котором трудились члены окрестных кибуцев Кирьят-Анавим, Атарот и Рамат-Рахель. Этот завод продавал под названием «Тнува» («Урожай») молоко, производившееся в кибуцах. Иерусалимский молочный комбинат, управляемый Йосефом Бен Авраамом из Кирьят-Анавима, слился с национальной организацией молочных заводов в 1927 году.

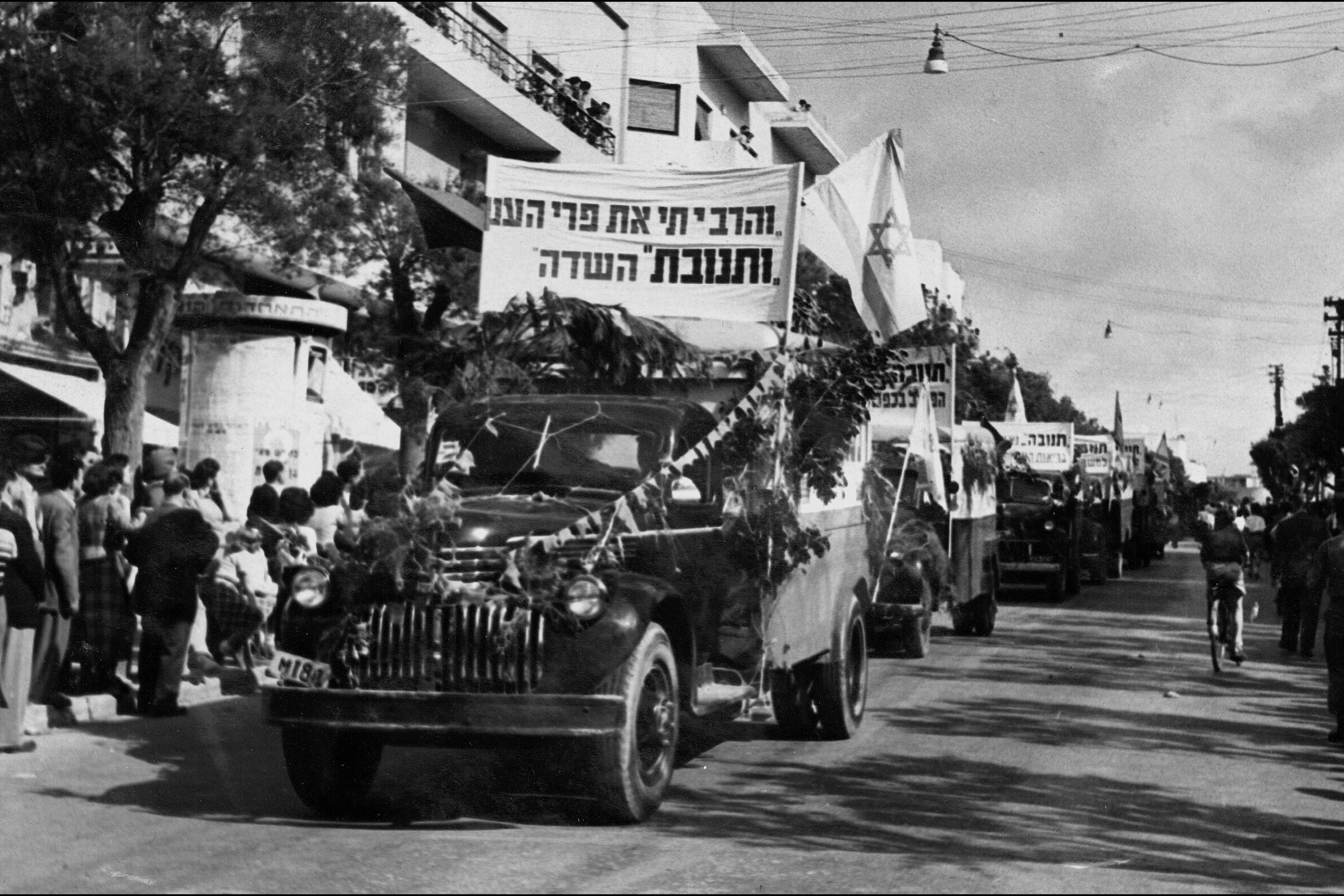
Грузовики Тнувы на первомайском параде в Тель-Авиве, 1949 год

Через объединение «Тнува» стали реализовывать свою продукцию все поселения, которые были коллективными членами Гистадрута. На конференции, состоявшейся в 1931 году в Нахалале, было решено, что «Тнува» также станет продавать продукты других хозяйств, которые, хотя и не являются членами Гистадрута, осуществляют на практике принцип «еврейской работы». Несколько предприятий (Кфар-Хасидим, (Кфар-Гидеон и сельскохозяйственные школы), не являющиеся членами Гистадрута, на этой конференции были приняты в члены кооператива «Тнува» в порядке исключения. «Тнува» работала над тем, чтобы максимально расширить число хозяйств, которые бы продавали свою продукцию через неё, и принимали на продажу продукцию хозяйств, которые не были членами кооператива, включая такие хозяйства, как Явнеэль, Бейт-Ган, мошава Кинерет, Нагария и Кирьят-Хаим. В 1938 году руководство «Тнувы» заключило, что пять лет участия этих хозяйств в кооперативе показали, что они могут присоединиться к «Тнуве» при условии, что они будут и далее придерживаться принципов «Еврейской работы».
Предполагалось, что «Тнува» будет всеизраильским кооперативом с разветвлённой сетью филиалов, управляемых из единого центра. Но таковым кооператив стал только в 1952 году. До этого в Хайфе, Тель-Авиве и Иерусалиме существовали автономные отделения «Тнувы», каждое из которых управлялось независимо от других, что влияло, к примеру, на цены молочной продукции в разных районах страны.
За первые 30 лет существования государства Израиль производство на «Тнуве» стремительно росло и поставки сельскохозяйственной продукции увеличивались. Сначала «Тнува» продавала только свежее молоко, а затем и молочные продукты. В начале 1930-х годов началась продажа свежих немолочных продуктов: яиц, курятины, овощей и фруктов,.
В 1976 году «Тнува» открыла свой первый супермаркет в Ришон-ле-Ционе и начала развивать розничную торговлю. В 1981 году «Тнува» приобрела фабрики мороженого в Кирьят-Малахи и в Петах-Тикве и начала производство и продажу мороженого.
В 1988 году Антимонопольное управление Израиля признало «Тнуву» монополией Этот статус поставил компанию под государственное регулирование, ограничивая возможности изменения цены на её продукцию для защиты потребителей и мелких конкурентов.
22 августа 1997 года по телевидению был показан рекламный ролик компании «Тнува», в котором российский космонавт Василий Циблиев пил молоко на космической станции «Мир». Это был первый случай, когда в космос отправили молоко в жидкой форме.

### Дело о силиконе в молоке
В сентябре 1995 года в субботнем приложении газеты Маарив было опубликовано журналистское расследование Ронеля Фишера о том, что компания «Тнува» добавляла в пастеризованное молоко с низким содержанием жира химическое вещество под названием полидиметилсилоксан (который общественное сознание восприняло, как «силикон»). По данным компании и в соответствии с проверкой, проведённой в лаборатории «Спектралаб» в Реховоте полидиметилсилоксан использовался в качестве антивспенивающего агента для облегчения запечатывания молочных пакетов. Это вещество рассматривается, как потенциальный канцероген, поэтому его использование запрещено в пищевой промышленности большинства стран мира, включая Израиль. «Тнува» опровергла эти факты, но, в конце концов, была вынуждена признать, что это было правдой. Компания была осуждена и оштрафована на 28 тыс. шекелей. По коллективному иску против «Тнувы», который рассматривался в 2008 году в окружном суде Тель-Авива, компания должна была выплатить потребителям 55 млн шекелей.
Верховный Суд рассмотрел кассационную жалобу и снизил эту сумму до 38,5 млн шекелей.

### Организационные изменения
Вследствие дела о силиконе в молоке в 1995 году на «Тнуве» были произведены всеобъемлющие организационные изменения. Компания была разделена на отдельные подразделения, такие как: молочный комплекс, мясной отдел, яичный отдел и прочее. Каждое из подразделений имело своё независимое управление. Таким образом, «Тнува» стала холдинговой компанией.
Одновременно на «Тнуве» начали проводить мероприятия, ведущие к уменьшению производственных расходов. В рамках этих мероприятий в 2001 году «Тнува» продала свои [склады и магазины, связанные с торговлей фруктами и овощами, оставив за собой только несколько зданий на некоторых оптовых рынках. Также была прекращена деятельность в области обработки и продажи свежей рыбы, каковое было передано дочерней компании «Дагей Тнува», размещённой в промышленной зоне Хар-Тув возле Бейт-Шемеша. Компания «Дагей Тнува» производила копчёную рыбу и рыбные деликатесы.

### Преобразование кооператива в частную компанию и её продажа
В начале 2000-х годов было принято решение о преобразовании кооператива «Тнува» в частную компанию с тем, чтобы затем эту компанию приватизировать. 20 ноября 2006 года был проведён тендер на покупку компании «Тнува», который выиграл фонд «Apax Partners». Компания была приобретена за 1,025 млрд долларов США. Цена определялась главным образом на основе оценки активов недвижимости, находящихся во владении компании, её же производственная деятельность фактически не оценивалась.
Сделка должна была быть одобрена членами кооператива, которыми на момент продажи являлись 1000 кибуцев и мошавов. На конференции, состоявшейся в марте 2007 года некоторые из обладателей права голоса выступили против приватизации и представили альтернативное предложения. Ссылаясь на заключённое раннее соглашение с государством, 16 кибуцев отказались передать свою долю акций в кооперативе государству, что блокировало образование частной компании. В результате сделка с Apax была приостановлена. Министерство финансов также возражало против сделки на первоначальных условиях.
Несмотря на многочисленные препятствия, сделка была завершена 7 января 2008 года. После продажи контрольного пакета акций компании статус холдингов в ассоциации (по состоянию на 18 января 2008 года): Apax Fund — 56,05 %, компания Mivtach Shamir — 20,67 % и холдинговая корпорация, владеющая акциями кибуцев, которые не согласились их продавать — 23,3 %. Сделка позволяет контролирующим акционерам в любое время превратить ассоциацию в компанию.
В начале марта 2009 года подал в отставку генеральный директор Лиад Коэн и генеральный финансовый директор Эли Сандрович.

### Деятельность под контролем Apax Fund
За три года после приобретения контрольного пакета акций Apax Fund заработал более 1 миллиарда долларов только за счёт дивидендов, которые продолжали увеличивать стоимость его акций. По оценкам, 79 % от общей выручки Тнува в 2010 году составляли доходы от деятельности на молочном рынке. В то же время как активность на рынке недвижимости принесла доход 300 млн долларов, то есть 16 %.
В феврале 2012 года «Тнува» получила дивиденды в размере 280 млн шекелей, а в июле 2012 года выплатила доходы акционерам. В первом квартале 2012 года доход составил 114 миллионов шекелей при обороте 1,87 млрд шекелей по сравнению с прибылью в 89 миллионов шекелей при обороте 1,85 млрд в аналогичном квартале предыдущего.

#### Протесты потребителей и отставка чиновников
В июне 2011 года Ицхак (Ицик) Алров открыл страницу протеста в Facebook и призвал к бойкоту деревенского творога  компании, который был одним из самых известных и символических продуктов компании «Тнува», в связи с тем, что после отмены государственного надзора за деятельностью компании начался очень быстрый рост цены на этот продукт. К странице присоединились более 100 000 пользователей Интернета, и протест, получивший название «творожный протест», вызвал большой отклик в СМИ. В результате правление компании сделало заявление о снижении цены на творог. Позже, во время социального протеста в июле и августе 2011 года, «Тнуву» называли как одну из компаний-производителей продуктов питания, где рост цен был чрезмерным.
6 сентября 2011 года Студенческий союз Тель-Авивского университета объявил бойкот всей продукции «Тнува».
Ранее в публикациях в СМИ отмечалось снижение продаж компании на 12 %, несмотря на различные рекламные акции, объявленые «Тнувой».
2 октября 2011 года, после публичного протеста и расследования Антимонопольного комитета, возникли подозрения о сокрытии «Тнувой» информации. В частности, отчёт McKinsey, на основании которого «Тнува» подняла цены на сыры и творог, показывал, что цена не влияет на спрос и продажи. В результате председатель совета директоров «Тнувы» Зегава Коэн подала в отставку, продолжая однако занимать пост генерального директора компании.

#### Дальнейшее расследование Антимонопольного управления (2012)
В июле 2012 года Антимонопольное управление провело дополнительное расследование по подозрению о вмешательстве «Тнувы» в расположение товаров на полках в сети «Mega». В рамках соглашения между компанией и торговой сетью товары «Тнувы» выкладывались на полках таким образом, чтобы они были более доступны для покупателя, чем товары конкурирующих молочных компаний. По этому делу были допрошены четыре старших менеджера компании «Тнува».

#### Жестокое обращение с животными на бойне «Адом Эдом»
6 декабря 2012 года в телепередаче «Кольботек» (כולבוטק (ивр.). Дата обращения: 15 апреля 2019.) были опубликованы результаты журналистского расследования о том, что на бойнях «Адом Адом» компании «Тнува» регулярно происходят очень серьёзные случаи жестокого обращения с животными.

### Продажа компании Bright Food
В мае 2014 года было принято решение о том, что фонд Apax Partners продаст свою долю в компании «Тнува» (56 %) китайской компании «Bright Food». При этом стоимость компании была оценена в 8.6 миллиарда шекелей.
Сделка была завершена в марте 2015 года.

## Структура компании

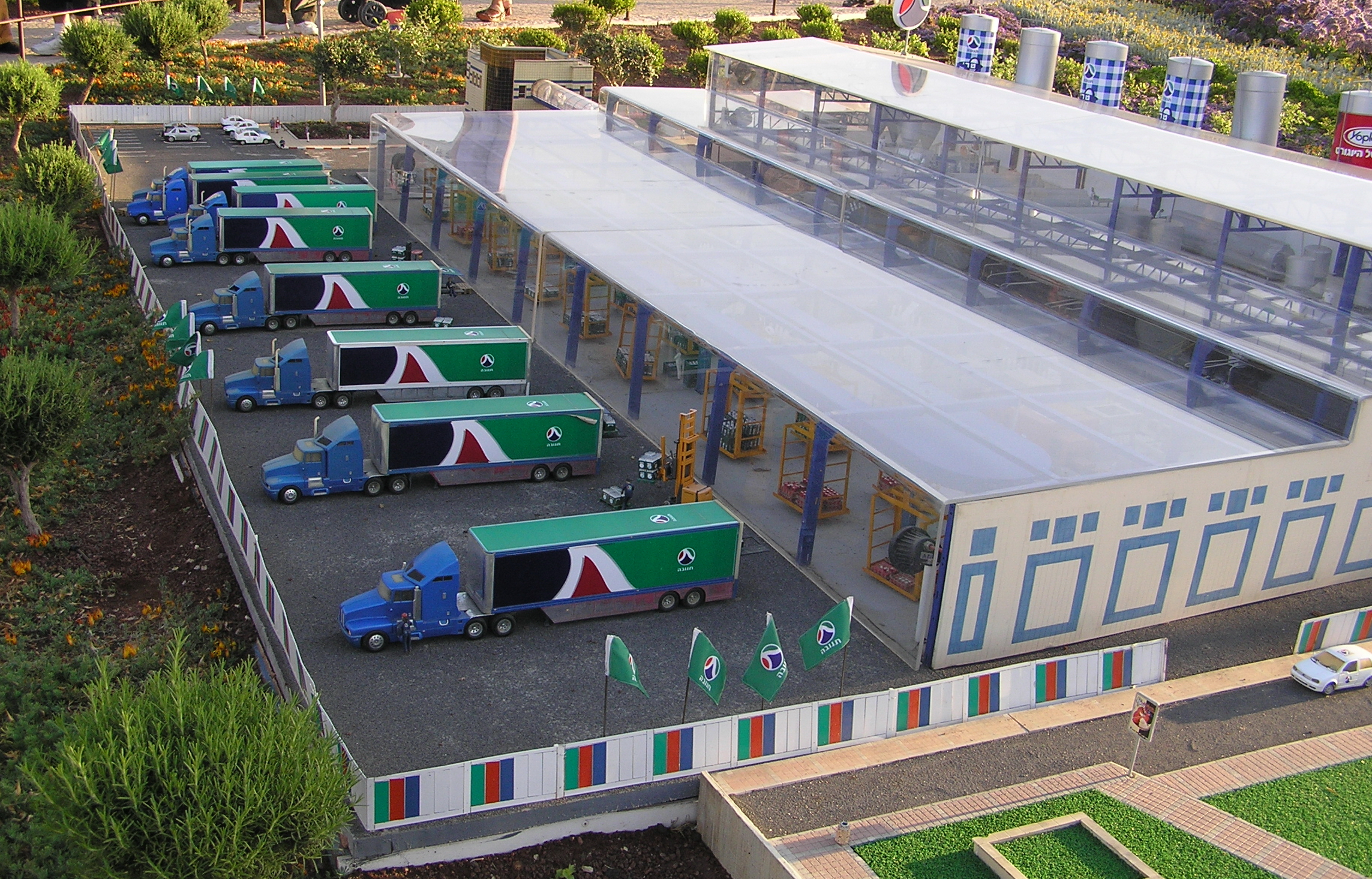
Модель завода «Тнува» на выставке «Мини-Исраэль»

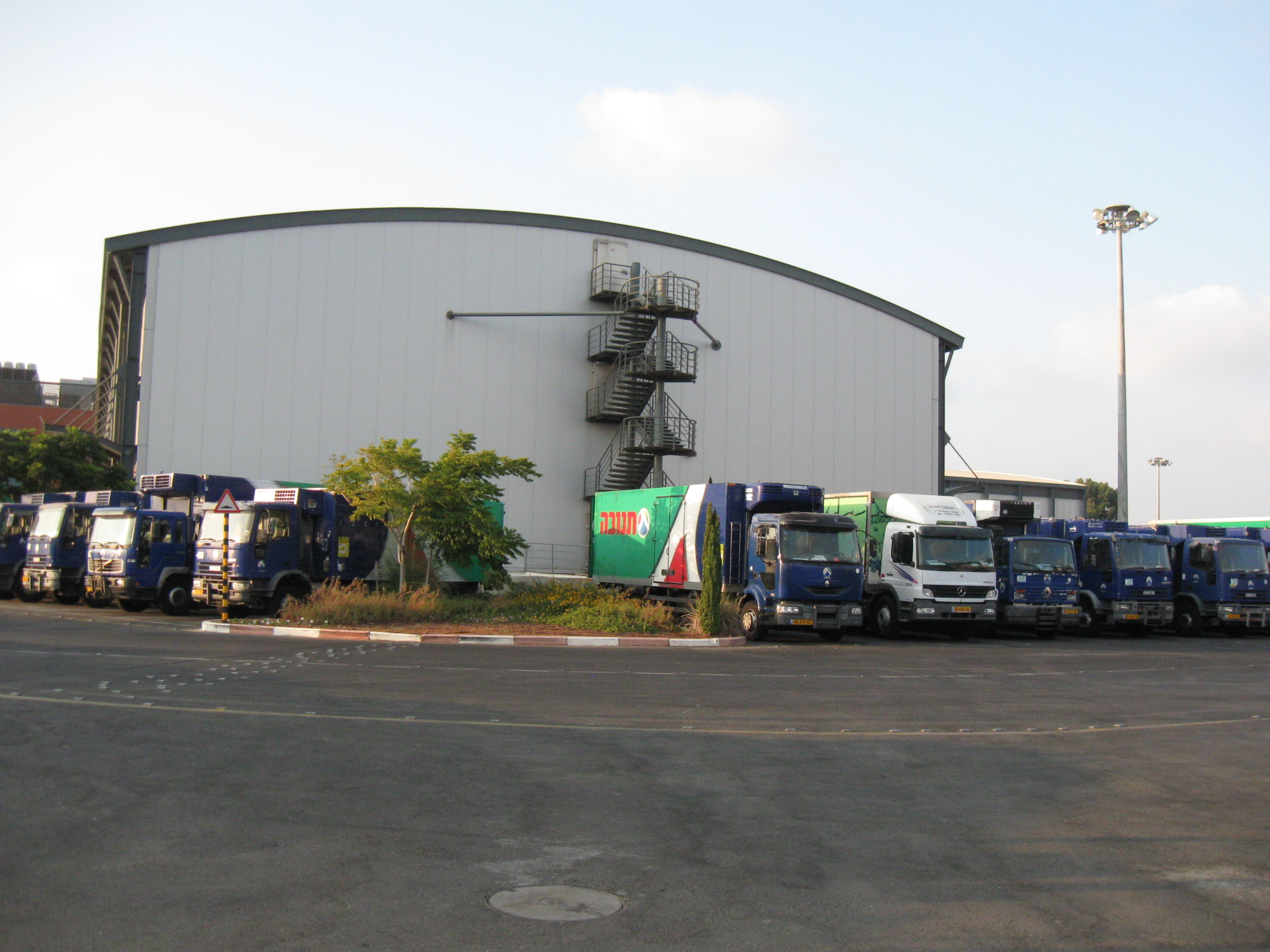
Склады «Тнувы» в Кирьят-Арье в Петах-Тикве

### Молочный комплекс
Молочные продукты производятся в нескольких молочных заводах:
- Молокозавод «Тель-Йосеф» на въезде в киббуц Тель-Йосеф : специализируется на производстве твердых сыров и сухого молока
- Молокозавод в Реховоте.
- Молокозавод «Тана Нога» производит сыр]ы, молочные деликатесы и молочные напитки
- Молокозавод «Алон Тавор» в промышленной зоне «Алон Тавор»: новый современный молочный завод, который производит в основном молочные деликатесы, йогурты и творог

«Тнуве» свою продукцию продают около 600 молочных ферм, где разводят крупный рогатый скот и 60 ферм, где разводят коз и овец.
Молочный комплекс продаёт около 70 % молока и молочных продуктов, производимых в Израиле. Объём деловой активности составляет 4 миллиарда шекелей в год, то есть около половины общего оборота компании.
Компания «Тнува» приобрела франшизы на производство продуктов различных международных компаний, таких как йогурт «Yoplait». В прошлом «Тнува» продавала также йогурт марки «Emi», однако с началом продажи продуктов бренда «Yoplait» реклама «Emi» прекратилась.

### Подразделение яиц
Подразделение яиц было создано в 1997 году. Компания стала крупнейшим поставщиком яиц в Израиле и в 2010 году контролировала 51 % рынка, с объёмом продаж 311 млн шекелей в год.
В 2009 году «Тнува» стремилась продать свой бизнес по производству яиц из-за низкой прибыльности, но генеральный директор Эрик Шор решил отменить решение о продаже и попытаться сделать эту деятельность более прибыльной для компании. Шор решил отменить скидки на куриные яйца, которые Тнува давала торговым сетям. После этого решения, вторая по величине торговая сеть Израиля «Рибуа Кахоль» (Синий квадрат) с конца января 2011 года перестала продавать яйца «Тнувы».

### Мясное подразделение
Это подразделение, основанное в 1994 году, управляет продажей мяса и рыбы. В него входят компании: «Дагей тнува» (переработка рыбы), «Тив» в Тират-Цви (производство мясных продуктов и колбас), бойня «Адом Адом» в Бейт-Шеане, куриные бойни «ха-Негев» и «Кфар-Хемен», которые работают в партнёрстве с компанией по продаже продуктов «Оф ха-Галиль», завод «Тнува Галиль» по производству продуктов из курицы и индейки.

### Дополнительные владения
Кроме того, «Тнува» владеет следующими компаниями:
- компанией по производству соусов «Оливия»;
- компанией «Мааданот» по производству хлебобулочных изделий и замороженных пиц;
- компанией «Sunfrost» в Мигдаль-ха-Эмеке по продаже замороженных овощей;
- компанией «Анвей Цион» в Ашкелоне, которая производит конфитюры, варенья и фруктовые пюре;
- компанией «Sassoon & Co», которая продаёт сушёные фрукты;
- завод по обжарке семечек и орехов «Клиёт Йоси»;
- завод по сортировке бобов и очистке арахиса и миндаля;
- компания по производству напитков из сои «Сой Меджик»;
- компания «хаЭмек» — единственное в Израиле предприятие по производству молочной сыворотки и одно из немногих в мире, которая использует обезжиренное молоко, остающееся после производства творога.

## Кашрут
На предприятиях компании строго соблюдается кашрут, весь ассортимент продукции кошерный.
Группа надзора за кашрутом работает под руководством раввина «Тнувы» в соответствии с правилами еврейского религиозного закона и отвечает за полное соблюдение кашрута на всех этапах производственного процесса.
Кроме того, в компании есть производственные линии, которые производят кошерные продукты в соответствии с более строгими правилами кашрута, принятыми у некоторых религиозных общин.

## Генеральные директора компании
- Элиэзер Яффе (1926—1937)
- Нахум Варлински (1937—1970)
- Ицхак Лэндсман (1970—1995)
- Арик Рейхман (1995—2007)
- Лиад Коэн (2007—2009)
- Эрик Шор (2009—2016)
- Эяль Мелис (2016)